# Étoile sportive du Sahel (handball)
Pour les articles homonymes, voir Étoile sportive du Sahel.
Maillots
L'Étoile sportive du Sahel est un club de handball tunisien fondé en 1963 et basé à Sousse. Il évolue au plus haut niveau (Nationale A) depuis la saison 1965-1966.

## Historique
Le club entame sa carrière en division d'honneur Centre (troisième division), remporte le titre régional dès sa première saison en 1964 et accède en deuxième division Sud, dont il remporte immédiatement le championnat en 1965 pour rejoindre l'élite. L'équipe est alors entraînée par Mohamed Ben Salah et Taoufik Zalila, remplacés par Luc Henri. La formation est composée d'Abdelaziz Ben Ayed, Hamed Hammami, Mohamed Ben Salah, Houcine Ben Salah, Taoufik Zalila, Taoufik Bouslama, Mohamed Ajmi, Rafik Tebib, Ajmi Bellazreg, Luc Henri, Mustapha Mahmoud, Brahim Ben Messaoud, Mustapha Saâd et Habib Mahfoudhi.

### Apprentissage
Le club se contente au début d'un rôle secondaire dans la seconde moitié du tableau (de la septième à la douzième place) et finit par rétrograder en seconde division en 1972. Ce n'est qu'au bout de la quatrième année qu'il réussit à monter. Ses résultats restent néanmoins moyens jusqu'en 1980.

### Tournant
En 1980, le club rompt avec les entraîneurs, anciens joueurs du club, et fait appel à un jeune entraîneur, Sayed Ayari, dont l'arrivée coïncide avec la volonté de promouvoir la section. Les résultats s'améliorent : le club est deuxième en 1986 et 1987, finaliste de la coupe de Tunisie en 1983 et 1986. Il obtient son premier titre sous la direction du Polonais Stephen Wrzesniewski en 1988 puis sa première coupe est remportée en 1991.
Le club devient alors l'un des principaux animateurs de la compétition nationale et des épreuves continentales (africaine et arabe).

### Ère Kamel Akkeb
L'entraîneur algérien Kamel Akkeb qui dirige le club pendant plusieurs années contribue à lui procurer de nombreux titres : quatre championnats, trois coupes, deux coupes arabes des clubs champions et deux coupes arabes des clubs vainqueurs de coupe. Son passage est le plus prolifique dans l'histoire du club.

### Handball féminin
Une section féminine voit le jour en 1965 au sein du club. Elle compte notamment les joueuses Dalila Essayem, Saïda Khayati, Samira Kechiche, Michèle Najjar, Fethia Kolila, Néjiba Lamine, Najet Hassine, Yvonne Jomâa et Faouzia Hmida. Malgré sa deuxième place au championnat en 1967 et sa finale de la coupe en 1968, elle n'est active que pendant trois saisons.
La section est réactivée en 1991 sous la direction de Mohamed Ben Salah avec les joueuses suivantes : Radhia Jouini, Karima Mezhouda, Amel Ben Salem, Olfa Agrebi, Monia Kari, Souad Naouali, Najoua Abdallah ou encore Houda Abdennaji. Cependant, elle est dissoute trois saisons plus tard, avec la création de l'Association sportive féminine du Sahel.

## Palmarès
| National (16) | Régional (6) | International (4) |
| --- | --- | --- |
| - Championnat de Tunisie (9) : - Champion : 1988, 1996, 1999, 2002, 2003, 2006, 2007, 2011 et 2018 - Coupe de Tunisie (7) : - Vainqueur : 1991, 2000, 2008, 2009, 2010, 2014 et 2017 | - Championnat arabe des clubs champions (3) : - Vainqueur : 2001, 2004 et 2015 - Coupe arabe des clubs vainqueurs de coupe (3) : - Vainqueur : 2000, 2001 et 2015 - Finaliste : 1996 et 2002 | - Ligue des champions de la CAHB (1) : - Vainqueur : 2010 - Finaliste : 2011 - Coupe d'Afrique des vainqueurs de coupe (2) : - Vainqueur : 2012 et 2019 - Supercoupe d'Afrique (1) : - Vainqueur : 2013 - Finaliste : 2011 |

## Entraîneurs
- 1964-1965 : Mohamed Ben Salah et Taoufik Zalila puis Luc Henri
- 1965-1966 : Mohamed Ben Salah
- 1966-1967 : Mahmoud Methanni
- 1967-1970 : Mohamed Ben Salah
- 1970-1972 : Ezzeddine Ben Abdeljelil puis Mohamed Ben Salah
- 1974-1975 : Slim Messaoud
- 1976-1977 : Kamel Fellah
- 1977-1978 : Taoufik Zalila
- 1978-1979 : Lotfi Laâbaied puis Kamel Fellah
- 1979-1981 : Sayed Ayari
- 1981-1983 : Ryszard Stutnik
- 1983-1985 : Sayed Ayari puis Hedhili Ben Mbarek
- 1985-1986 : Hamadi Sayeh
- 1986-1989 : Stephen Wrzesniewski
- 1989-1991 : Khaled Achour
- 1991-1994 : Gregory Tchernich puis Hafedh Zouabi
- 1994-1995 : Hafedh Zouabi
- 1995-1997 : Khaled Achour
- 1997-2006 : Kamel Akkeb
- 2006-2007 : Nicolaï Stepenets puis Sayed Ayari
- 2007-2008 : Sayed Ayari
- 2008-2009 : Moussa Tsabet puis Kamel Akkeb
- 2009-2010 : Kamel Akkeb
- 2010-2011 : Mohamed Moâtamri puis Sami Saïdi et Hedhili Ben Mbarek
- 2011-2013 : Sami Saïdi
- 2013-2014 : Mamdouh Souleiman
- 2014-2016 : Dhaker Sboui
- 2016-2019 : Sami Saïdi
- 2019-2021 : Kamel Akkeb
- 2021-? : Sami Mestiri
- ?-2023 : Walid Ben Romdhane
- 2023 : Thabet Mahfoudh[3]
- 2023-2024 : Anouar Ayed[4]
- 2024-202.. : Sami Saïdi[5]

## Anciens joueurs
- Riadh Abbadi, international de 1983 à 1990
- Anouar Ayed
- Majed Ben Amor
- Sahbi Ben Aziza
- Hedhili Ben Mbarek
- Hassine Ben Salah
- Mohamed Ben Salah
- Ayech Ben Soussia
- Iteb Bouali
- Mohamed Bouziane
- Noureddine Dahmani
- Mohamed Jmaiel
- Mourad Khabir
- Maher Khaled
- Abdelkrim Miaâdi
- Mohamed Moatamri
- Mahmoud Mourali
- Elyess Marbet
- Redouane Saïdi
- Sami Saïdi
- Dhaker Sboui
- Montassar Sboui
- Nikolaï Stepenets
- Sergei Firsov
- Othman Walid